# De Gouden Menhir
De Gouden Menhir (originele titel Le Menhir d'or) is een boek gebaseerd op de Franse stripreeks Asterix, geschreven door René Goscinny en geïllustreerd door Albert Uderzo. 
Het verhaal verscheen oorspronkelijk in 1967 als luisterboek. In 2020 werd een herwerkte versie uitgegeven als geïllustreerd album.

## Verhaal
Kakofonix doet mee aan een gerenommeerde zangwedstrijd voor barden uit Gallië. De winnaar wordt bekroond met de Gouden Menhir. Asterix en Obelix vergezellen hem, om hem te beschermen tegen de Romeinen.

## In andere talen
- Frans: Le Menhir d’or
- Duits: Der Goldene Hinkelstein
- Portugees: O Menir de Ouro
- Italiaans: Asterix e il Menhir d’oro
- Spaans: El Menhir de Oro
- Catalaans: El Menhir d’Or
- Galicisch: O Menhir de Ouro
- Fins: Kultainen Hiidenkivi
- Pools: Złoty Menhir